# Ugron Gábor (politikus, 1880–1960)
Ifj. ábránfalvi Ugron Gábor (Marosvásárhely, 1880. január 8. – Bakonybél, 1960. október 27.) politikus, belügyminiszter az Esterházy-, valamint a harmadik Wekerle kormányban, országgyűlési képviselő.

## Élete
Az ősrégi erdélyi primor ábránfalvi Ugron család sarja. Apja id. ábránfalvi Ugron Gábor (1847–1911) politikus, jogász, országgyűlési képviselő, a Függetlenségi Párt egyik alapítója, anyja zarándi Knöpfler Mária (1854–1935) volt. Az apai nagyszülei ábránfalvi Ugron Lázár (1811–1884), főkirálybíró, Felső-Fehér vármegye főispánja, és sárdi Simén Amália (1827–1916) voltak. Az anyai nagyszülei dr. zarándi Knöpfler Vilmos (1815–1882), királyi tanácsos, a Vaskorona-rend lovagja, Marosvásárhely szabad királyi város országgyűlési képviselője és felsőboldogasszonyfalvi Páll Mária (1832–1903) voltak.
A négy elemit Székelyudvarhelyen, a Református Kollégiumban végezte, majd a budapesti Piarista Gimnázium bentlakásos diákja lett, ahol a Vörösmarty Önképző Kört is vezette. 1897. június 18-án érettségizett, majd jogi egyetemi tanulmányokat Lipcsében, Genfben és Budapesten végzett. Budapesten a Joghallgatókat segítő Egyesületnek az elnöke lett. A Budapesti Királyi Magyar Tudományegyetem jog- és államtudományi karán elnyerte az államtudományi tudorságot.
1902-ben Maros-Torda vármegyében helyettes szolgabíró, majd 1903-ban szolgabíró, majd főszolgabíró lett. 1904-ben a Királyi Közigazgatási Tanfolyamon előadó lett. 1904. november 8-án fegyveres katonai szolgálatra alkalmatlannak minősítették. Önkéntes népfölkelőként a 8. dsidás ezredbe volt besorozandó. 1905-ben a Marosvásárhelyi Takarékpénztárnak felügyelő bizottsági tagjává bízták meg. 1905-től a Maros-Torda vármegye Törvényhatósági Bizottságának tagjává választották. 1906 márciusában a „darabontkormány” királyi biztosa állásától és a tanfolyami előadóságtól megfosztotta, ezt követő egy hónapban ügyvédjelölt volt.

### Házassága és leszármazottjai
1906. február 19-én a pesti belvárosi plébániatemplomban feleségül vette kéméndi báró Szalay Lívia Karolina Augusztát (Budapest, 1879. augusztus 6.–Bakonybél, 1961. július 23.), akinek a szülei kéméndi báró Szalay Imre (1846–1917) miniszteri tanácsos, a Magyar Nemzeti Múzeum igazgatója, iparművészeti író és Trefort Mária (1860–1891) voltak. Az esküvői szertartást Daniel Gábor valóságos belső titkos tanácsos és báró Eötvös Loránd valóságos belső titkos tanácsos tanúskodása mellett dr. Fraknói Vilmos címzetes püspök, nagyváradi kanonok celebrálta. A menyasszonynak az apai nagyszülei Szalay Ágoston (1811–1877) királyi táblai tanácselnök és Türck Karolina (1813–1898) voltak; az anyai nagyszülei Trefort Ágoston (1817–1888), közoktatási és vallásügyi miniszter, és a barkóczi Rosty családból való Rosty Ilona (1826–1870) voltak. Trefort Ágostné barkóczi Rosty Ilonának a szülei barkóczi Rosty Albert (1779–1847), Békés vármegye alispánja, földbirtokos, és ehrenbergi Eckstein Anna (1801–1843) voltak. Ugron Gábor és báró Szalay Lívia frigyéből született:
- Ugron Mária (Nagyszőlős, 1906. november 25.–Salzburg, 1987. július 29.). Férje: podhokai és nemeskölesdi Podhorszky György (Budapest, 1903. október 29.–Salzburg, 1950)
- Ugron Gábor (Budapest, 1908. október 16.–Budapest, 1961. április 13.). Felesége: Dobroszláv Erzsébet (Budapest, 1994. március 17.)
- Ugron Imre (Budapest, 1908. október 16.–Budapest, 1946. október 9.). Felesége: kisjeszeni és megyefalvi Jeszenszky Hanna (Bükkösd, 1917. szeptember 28.–Ulm, 1994. augusztus 19.)
- Ugron István (Budapest, 1917. február 24.–Solymár, 1997. február 27.). Felesége: losonci báró Bánffy Mária (Kolozsvár, 1926. július 20.)
- Ugron Éva (Budapest, 1924. május 25.). Férje: Ivancsó Miklós.

### Politikai pályafutása
1906. április 27-én kinevezték Ugocsa vármegye főispánjának, és ennek kapcsán több megyei intézmény elnöki posztját is betöltötte. 1907. április 6-án beiktatták Maros-Torda vármegye és Marosvásárhely főispánjává is. 1907-ben a Marosvásárhelyi Takarékpénztár igazgatósági tagja és felügyelő bizottsági elnöke lett, továbbá a marosvásárhelyi r.k. egyházközség egyháztanácsosa. 1910. februárban a kormányváltás miatt kérte a főispánság alóli felmentését. 1911. február 19-től Marosvásárhelyi Egyházközség főgondnoka lett. 1911 májusában az erdélyi Helyi érdekű vasutak igazgatóságainak tagjává választották, valamint a Magyar–Francia Biztosító Társaság választmányi tagja lett. 1911, júniusban a Pápa-Csorna, valamint a Zsitvavölgye Helyiérdekű Vasúti Rt. Igazgatósági tagja lett. 1912 februárjában az Ungvár környéki helyiérdekű vasúti rt. Igazgatósági tagja lett, és a Marosvásárhelyi Sport Egyesület elnökévé választották. 1912. február 24-én megválasztották az udvarhelyi kerületben „országos katolikus autonómiai képviselő”-nek.
1913. július 10-én belépett az Andrássy Pártba, majd 1913 novemberében az Országos Alkotmánypárt igazgatójává választották. 1915. július 3-án megválasztották a marosvásárhelyi II. körzetben országgyűlési képviselőnek. Ugyanebben a hónapban Marosvásárhely városi Háztartási Bizottságának tagja lett. 1917. június 14-én belügyminiszter lett Esterházy Móricz kormányában. 1917. augusztus 17-én I. osztályú polgári hadi érdemkereszt kitüntetést kapott. 1917. augusztus 20-tól Wekerle Sándor miniszterelnök harmadik kormányában megmaradt belügyminiszternek, s ekként külön rendeletben kihirdette a védőnői intézmény megszervezését, valamint az állam részéről elvállalta a védőnők szakképzésének teljes költségét. Külön kormányrendeletet hozatott az első világháború hőseinek emelendő emlékművekért.
1918. január 28-án a Wekerle Sándor kormányának lemondásával együtt lemondott. 1918. február 6-án a 48-as Alkotmány Párt elnöki tanácsának és intéző bizottságának tagja lett. 1918. március 4-én Marosvásárhely díszpolgára lett és róla nevezték el a Kultúrpalota előtti teret. 1918. március 6-án IV. Károly magyar király kinevezte Erdély királyi biztosává. 1918. szeptember 11-én lemondott az erdélyi királyi biztosi megbízatásáról, és a Székelyföld ipari miniszteri biztosi megbízatásairól. 1918. szeptember 11-én a Bihar-Szilágyi Olajipari Rt. Igazgatósági tagja lett.
1918. november 19-én egyik megalapítója a Székely Nemzeti Tanácsnak, majd annak egyik ügyvezető elnöke, és a Székely Hadosztály egyik irányítója. 1919. február 24-én Károlyi Mihály kinevezte a „vallási és tanulmányi alapokat felügyelő bizottság” elnökévé, majd 1919. március 8-án „külügyi tanácsadói testület” tagjává, mely tisztségeket 1919, március 21-ével lemondta, és 1919. április 18-tól illegalitásba vonult a vörös terror elől Csehbányára (Bakony), ahol egy erdészházban, Sebestyén János püspöki uradalmi erdésznél húzta meg magát egészen augusztus 24-ig. 1919. március 1-én a Székely Nemzeti Tanács képviseletében beszédet tartott Szatmárnémetiben, a Székely Hadosztály zászlóavatási ünnepélyén.

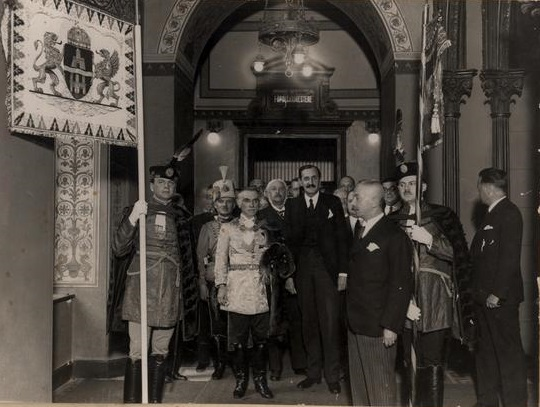
Ugron (középen) Borvendég Ferenc főpolgármester beiktatásán 1934-ben

1919 szeptemberében részt vett a Szabadelvű Párt megalakításában, amely 1919. október 11-én fuzionált a Demokrata Párttal, és Nemzeti Demokrata Polgárpárt néven működött tovább, melynek elnöke lett. 1920. január 18-án a budapesti Erzsébetvárosi Kaszinó elnöke lett. Az 1920. februári választásokon Pest északi területein országgyűlési képviselőnek választották. 1920. március 21-én a VII. kerületi Demokrata kör elnöke lett. 1920 februárjában a Frankfurti Életbiztosító Rt., Érdi Gőztégla és Agyagárugyár Rt., ÉGISZ Rt. Duna-Rajna Kereskedelmi Rt., Veszprémi Talajművelő Rt., Magyar Zsákkereskedelmi Rt. Igazgatósági tagja, és a Wiener Kommercial Bank Budapesti Fiókjának igazgató tanácsosa.
1922-ben a nemzetgyűlési választásokon párton kívüli programmal a Fővárosi Északi kerületekben nemzetgyűlési képviselővé választották. 1925-ben beválasztották a Budapest Székesfőváros Törvényhatósági Bizottságába, amelyet 1944-ig ellátott. 1927-ben megbízták az Országos Képzőművészeti Tanács elnöki tisztével.
1927. december 24-én gróf Bethlen István miniszterelnök kinevezte az Országos Takarékossági Bizottság elnökének. Az egész bizottság anyagi ellenszolgáltatás nélkül végezte munkáját, melynek során feladatuk volt: az állam közigazgatási szervezetének és üzemeinek az ország megmaradt területéhez való célszerű arányosítása, és a megváltozott viszonyokkal való összhangba hozása, az állami közigazgatásnak és üzemvitelnek a nem feltétlenül szükséges feladatoktól és szervektől való mentesítése, továbbá ezen szempontoknak az önkormányzati szerveknél és üzemeknél való megfelelő alkalmazása. A megbízást 1931. december végéig teljesítette is. Ennek elismeréseként Horthy Miklós kormányzó I. o. Magyar Érdemkereszttel tüntette ki.

### Sport- és kulturális élete

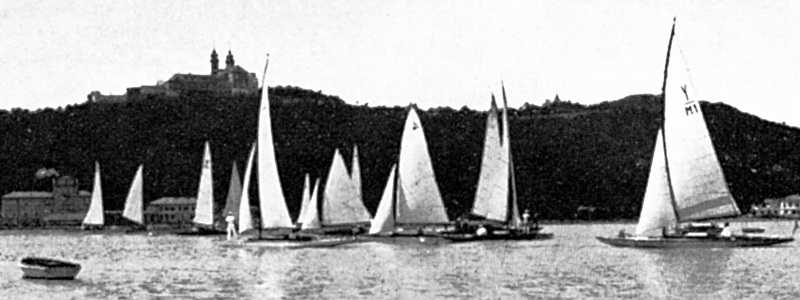
Az első Kékszalagon részt vett vitorlások, közöttük Ugron győztes hajója

1931-től 1942-ig a Magyar Vitorlás Yacht Szövetség elnöke volt. Elnöksége alatt épültek ki fontos nemzetközi vitorlás-kapcsolataink. Így a kontinensen rendezett első Európa-bajnokság megrendezése, vagy az úgynevezett „Öt-tó versenyek”, illetve az Európai Vitorlás Szövetség életre hívása. Nagyhatású sportember volt, munkálkodása nyomán vált elismertté a magyar versenyvitorlázás. 1927-ben került vízbe a Balatonon az első „schärenkreuzer” hajója, a Rabonbán I., amellyel 1934. július 27-én megnyerte az első balatoni Kékszalag versenyt. 1933. június 26-án az Írók Gazdasági Egyesülete (IGE) Móricz Zsigmond vezetésével felkérte az elnöki teendők ellátására, amit elfogadott, és egészen a Szálasi által történt betiltásig közmegelégedésre működtetett. 1934-ben létrehozzák az Országos Irodalmi és Művészeti Tanácsot, melynek elnöki feladataival Hómann Bálint miniszter megbízta. 1934. július 28-án a Kékszalag vitorlásverseny abszolút győztese a Rabonbán 30-as cirkálóval.

### Utolsó évtizedei és kitelepítése
1944. október 21-től pár napig a Gestapo fogva tartotta a budapesti Fő utca 70.-ben. December 4-én a Svéd Vöröskereszt kötelékébe lépett, amely ellátta megfelelő igazolvánnyal, de ugyanígy a Svájci Vöröskereszt is november 7-én. 1947. március 7-én belépett a Magyar–Angol Társaságba. 1951. június 1-jén Jászboldogházára, egy tanyás gazda cselédházába telepítették ki. 1952. február 20-án nyugdíját megvonták. 1953 végén fiához, Ugron Istvánhoz, Bakonybélbe tud átköltözni feleségével együtt. Kitelepítésük után Kodály Zoltán segítségével sikerül nyugdíját visszakapnia, és ebből, valamint külföldre került gyermekei és régi baráti kapcsolatainak támogatásával, börtönben levő István fia családjának segítségével élt egészen 1960. október 27-én bekövetkezett haláláig.
Bakonybélben temették el, és 35 évvel később jelképes exhumálással ősei nyughelyére, a székelyudvarhelyi/szombatfalvi Mál hegyen levő Székely Kálvária végét is jelző családi kriptába helyezték.